# Enrico Accatino
Enrico Accatino (né le 22 août 1920 à Gênes et mort le 16 juillet 2007 à Rome) est un peintre et sculpteur italien, également théoricien de l’art. Il s’est également adonné au art abstrait et à la tapisserie d'art.

## Biographie
Il débute comme élève de Felice Casorati. Il s'installe à Paris en 1947 et fréquente l'avant-garde artistique. En 1949, peintre déjà renommé, il s'installe à Rome. En 1952, Enrico Accatino épouse la poétesse Ornella Angeloni Accatino (1921-2015). Il meurt à Rome à l'âge de 86 ans.
Il est un des principaux représentants de la peinture informelle en Italie.